# Księgarnie i kościopył
Księgarnie i kościopył (ang. Bookshops & Bonedust) – powieść fantasy napisana przez amerykańskiego pisarza Travisa Baldree. Została opublikowana jako  książka w miękkiej oprawie i ebook przez Tor Books i w formie audiobooka przez Macmillan Audio w 2023 r.. Jest to prequel do powieści tego samego autora z 2022 r., Legendy i latte. 

## Odbiór
Książka uzyskała pozytywne recenzje w Publishers Weekly i Kirkus Reviews.
Katarzyna Gałańczuk, recenzując tę książkę dla Poltergeista, przyznała jej 6,0 na 10,0 możliwych punktów. Pochwaliła ona język i możliwość odprężenia się przy lekturze, ale brakowało jej głębi psychologicznej postaci, a sama książka była w jej opinii zbyt podobna do Legend i Latte.